# Ozorków Wąskotorowy
Ozorków Wąskotorowy – nieczynna wąskotorowa stacja kolejowa w Ozorkowie, w województwie łódzkim, w Polsce.